# Santa Fe Instituut

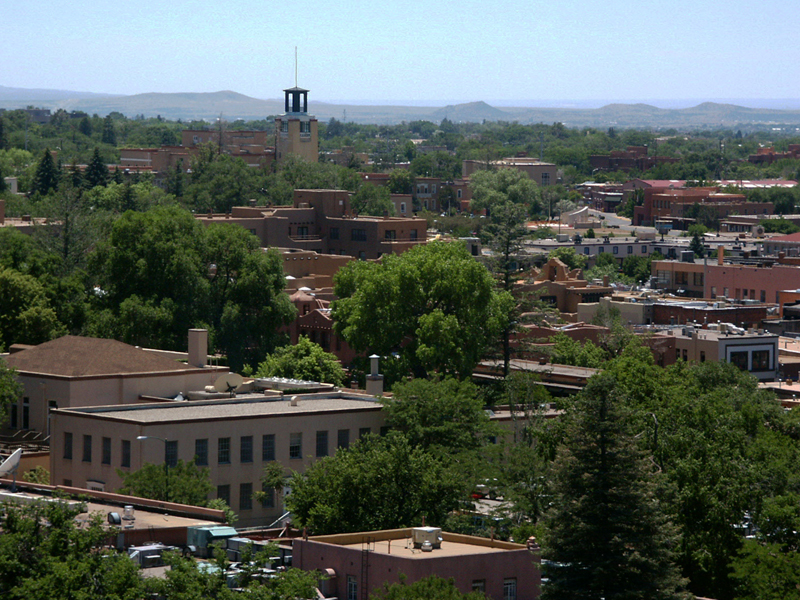
Blik over Santa Fe, waar het instituut gevestigd is.

Het Santa Fe Instituut (SFI) is een non-profit interdisciplinair onderzoeksinstituut in de Amerikaanse staat New Mexico, gericht op de studie van complexe systemen met zaken als artificial life, chaostheorie, complexe adaptieve systemen, complexiteit, en zelforganisatie.
Het Santa Fe Instituut is opgericht in 1984 door George Cowan, David Pines, Stirling Colgate, Murray Gell-Mann, Nick Metropolis, Herb Anderson, Peter A. Carruthers, Geoffrey West en Richard Slansky. Op Pines en Gell-Mann na waren dit alle wetenschappers van het Los Alamos National Laboratory. Het instituut dankt zijn bekendheid mede aan de betrokkenheid van de Nobelprijswinnaars naast Murray Gell-Mann van Philip Anderson (natuurkunde) en Kenneth Arrow (economie). In het boek Complexity: the emerging science at the edge of order and chaos van M. Mitchell Waldrop uit 1993 wordt de oprichting van het instituut uitgebreid beschreven.
Een van de uitgangspunten van het Santa Fe Instituut is dat de klassieke wetenschap niet voldoende rekening houdt met de complexiteit van haar studieobjecten, doordat ze disciplinair is opgedeeld en reductionistisch te werk gaat. Deze wetenschap heeft ons inzichten verschaft in afzonderlijke stukjes van de puzzel, maar er is nieuwe wetenschap nodig om het totaal te begrijpen van de mens, maatschappelijke en culturele fenomenen, de natuur en de kosmos. De invalshoek van het Santa Fe Instituut is complexiteit. Om het geheel te bevatten, bestudeerd men systemen, die in hoge mate complex en adaptief zijn en balanceren op wat zij noemen the edge of chaos.
Het Sante Fe Instituut biedt cursussen aan via de Complexity Explorer . Dit platform is opgezet door Dr. Prof. Mitchell; haar cursus "Introduction to Complexity" is door meer dan 25.000 studenten gevolgd .